# Angelika Niebler

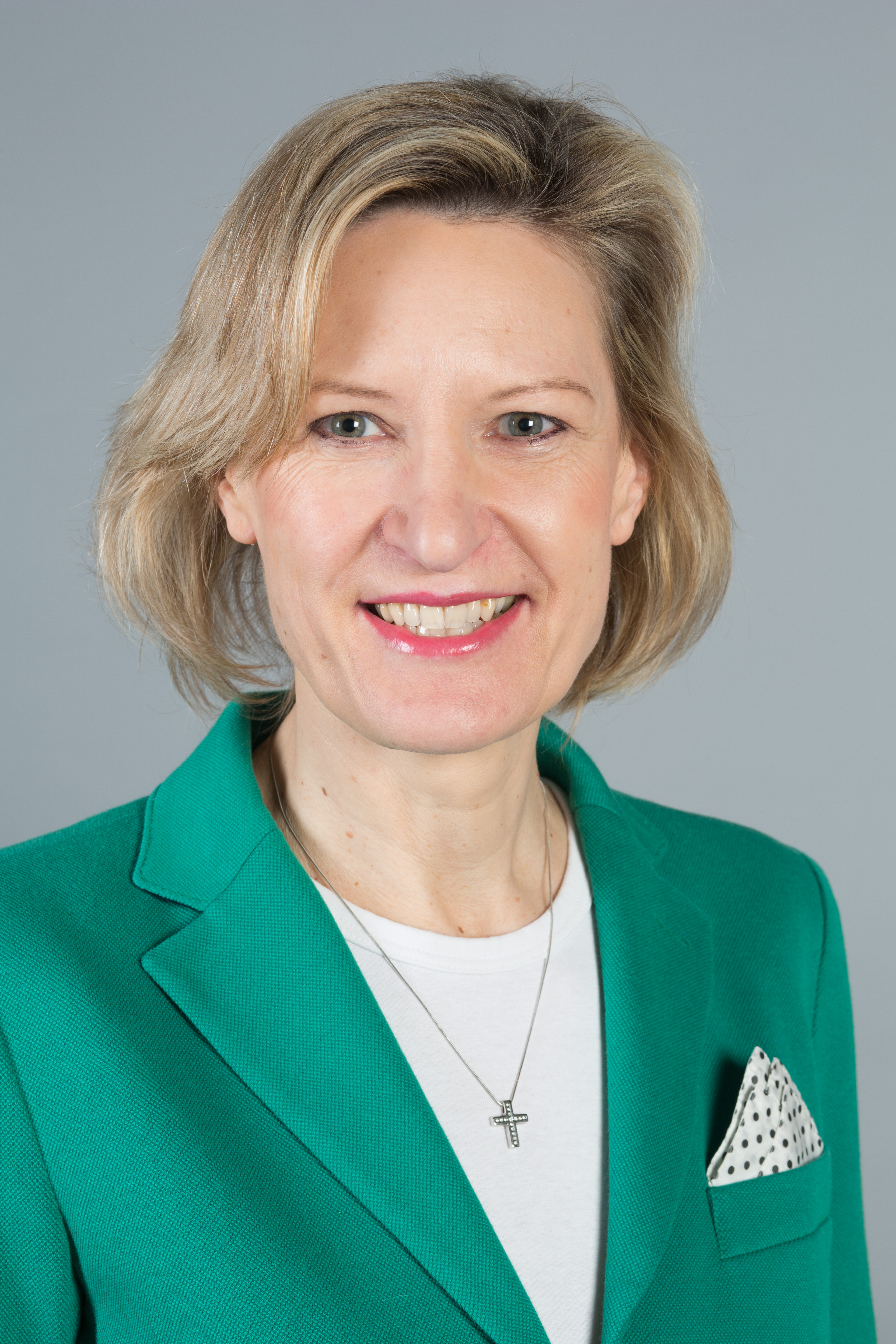
Angelika Niebler

Angelika Niebler este un om politic german, membru al Parlamentului European în perioada 1999-2004 din partea Germaniei.
1. ↑  „Angelika Niebler”, Gemeinsame Normdatei, accesat în 10 decembrie 2014
2. 1 2  Deputații în Parlamentul European
3. ↑  „Angelika Niebler”, Gemeinsame Normdatei, accesat în 2 aprilie 2015